# Ilhas Cayman nos Jogos Olímpicos de Verão de 1996
Ilhas Cayman participou dos Jogos Olímpicos de Verão de 1996 em Atlanta, Estados Unidos.